# مونتنلوبا
مونتنلوبا (بالإنجليزية: Muntinlupa) هي مدينة عالية التحضر، تتبع مانيلا (حاضرة)، بلغ عدد سكانها 459٬941  نسمة، في 1 مايو 2010، تبلغ مساحتها 39٫75 كيلومتر مربع، رمزها البريدي هو 1770–1777، و1780، و1799.

## الموقع
تشترك في الحدود مع:
- باراناك
- سان بيدرو (الفلبين).

## مدن توأم
المدن التوأم:
- بيتيشت.

## التقسيمات الإدارية
- Alabang [الإنجليزية]‏.

## أعلام
- فيسنتي إس. سانتوس جونيور
- بيا سانتياغو
- إيرني بارون
- غويندولين روا
- رود رييس